# Rupes Liebig
Rupes Liebig je měsíční zlom táhnoucí se poblíž kráteru Liebig (podle něhož získal své jméno) na západním okraji Mare Humorum (Moře vláhy) na přivrácené straně Měsíce. Rupes Liebig měří cca 180 km. Jeho střední selenografické souřadnice jsou 25,1° J, 45,9° Z.
Poblíž zlomu se nachází soustava měsíčních brázd Rimae Mersenius (severně od něj).